# Andrian Mardare
Andrian Mardare (Nemțeni, 20 giugno 1995) è un giavellottista moldavo.

## Palmarès
| Anno | Manifestazione    | Sede      | Evento                 | Risultato | Prestazione | Note |
| ---- | ----------------- | --------- | ---------------------- | --------- | ----------- | ---- |
| 2013 | Europei juniores  | Rieti     | Lancio del giavellotto | 14º (q)   | 66,32 m     |      |
| 2014 | Mondiali juniores | Eugene    | Lancio del giavellotto | Bronzo    | 72,81 m     |      |
| 2017 | Europei under 23  | Bydgoszcz | Lancio del giavellotto | Bronzo    | 78,76 m     |      |
| 2017 | Mondiali          | Londra    | Lancio del giavellotto | 17º (q)   | 80,18 m     |      |
| 2017 | Universiadi       | Taipei    | Lancio del giavellotto | 4º        | 80,63 m     |      |
| 2018 | Europei           | Berlino   | Lancio del giavellotto | 7º        | 81,54 m     |      |
| 2019 | Universiadi       | Napoli    | Lancio del giavellotto | Oro       | 82,40 m     |      |
| 2021 | Giochi olimpici   | Tokyo     | Lancio del giavellotto | 7º        | 83,30 m     |      |
| 2022 | Mondiali          | Eugene    | Lancio del giavellotto | 7º        | 82,26 m     |      |
| 2022 | Europei           | Monaco    | Lancio del giavellotto | 7º        | 77,49 m     |      |
| 2023 | Mondiali          | Budapest  | Lancio del giavellotto | 11º       | 79,66 m     |      |
| 2024 | Europei           | Roma      | Lancio del giavellotto | 11º       | 80,22 m     |      |
| 2024 | Giochi olimpici   | Parigi    | Lancio del giavellotto | 12º       | 80,10 m     |      |

## Altre competizioni internazionali
2017
- Oro nella Coppa Europa invernale di lanci ( Las Palmas), lancio del giavellotto - 82,34 m

2021
- Argento in Coppa Europa di lanci ( Spalato), lancio del giavellotto - 86,66 m